# Ельзановские
Ельзановские (пол. Elżanowski) — дворянский род.
В прежнем Хелминском Воеводстве водворившиеся. Из них Лука Ельзановский в 1636 году, будучи Хорунжим, пожалован в награду заслуг, Королём Владиславом IV в звание Каштеляна Хелминского.

## Описание герба
В серебряном поле поясное изображение девицы, вправо, в голубой одежде, с распущенными волосами и орлиным клювом вместо носа.
В нашлемнике два охотничьи рога.